# Linea Tenryū Hamanako
La  linea Tenryū Hamanako (天竜浜名湖線?, Tenryū Hamanako-sen), gestita dalla società Ferrovia Tenryū Hamanako, è una linea ferroviaria regionale a scartamento ridotto priva di elettrificazione che unisce le stazioni di Kakegawa e Shinjohara, creando un percorso alternativo alla linea principale Tōkaidō per circa 70 km, passando lungo il percorso del lago Hamana.

## Storia
La linea in origine apparteneva alle Ferrovie Nazionali Giapponesi con il nome di linea Futamata (二俣線?, Futamata sen), e venne inaugurata il 17 aprile 1935 fra Kakegawa e Enshū-Mori. I lavori di estensione continuarono sul lato opposto con la realizzazione della linea Futamata-Nishi (二俣線西?, Futamata-Nishi sen) che unì Shinjohara con Mikkabi, e venne aperta l'anno seguente. L'estensione proseguì fino a Kaminobe nel 1938, e le due linee furono finalmente unite il 1º giugno 1940.
I servizi merci terminarono nel 1984, e con la privatizzazione delle ferrovie giapponesi, nel 1987, la linea venne presa in concessione dalla società Ferrovia Tenryū Hamanako, che la gestisce tuttora.

## Stazioni
- Tutte le stazioni si trovano nella prefettura di Shizuoka
- Tutti i treni fermano in tutte le stazioni

| Nome                    | Giapponese     | Distanza | Collegamenti                                            | Posizione           |
| ----------------------- | -------------- | -------- | ------------------------------------------------------- | ------------------- |
| Kakegawa                | 掛川           | 0.0      | JR Central: Tōkaidō Shinkansen Linea principale Tōkaidō | Kakegawa            |
| Kakegawa-shiyakusho-mae | 掛川市役所前   | 1.3      |                                                         | Kakegawa            |
| Nishi-Kakegawa          | 西掛川         | 1.8      |                                                         | Kakegawa            |
| Sakuragi                | 桜木           | 4.0      |                                                         | Kakegawa            |
| Ikoinohiroba            | いこいの広場   | 5.5      |                                                         | Kakegawa            |
| Hosoya                  | 細谷           | 6.0      |                                                         | Kakegawa            |
| Haranoya                | 原谷           | 7.9      |                                                         | Kakegawa            |
| Harada                  | 原田           | 9.4      |                                                         | Kakegawa            |
| Towata                  | 戸綿           | 12.0     |                                                         | Mori Shūchi         |
| Enshū-Mori              | 遠州森         | 12.8     |                                                         | Mori Shūchi         |
| Enden                   | 円田           | 14.7     |                                                         | Mori Shūchi         |
| Tōtōmi-Ichinomiya       | 遠江一宮       | 16.4     |                                                         | Mori Shūchi         |
| Shikiji                 | 敷地           | 19.9     |                                                         | Iwata               |
| Toyooka                 | 豊岡           | 23.0     |                                                         | Iwata               |
| Kaminobe                | 上野部         | 24.4     |                                                         | Iwata               |
| Tenryū-Futamata         | 天竜二俣       | 26.2     |                                                         | Tenryū-ku Hamamatsu |
| Futamata-Hommachi       | 二俣本町       | 26.8     |                                                         | Tenryū-ku Hamamatsu |
| Nishi-Kajima            | 西鹿島         | 28.5     | Ferrovia Enshū                                          | Tenryū-ku Hamamatsu |
| Gansuiji                | 岩水寺         | 30.3     |                                                         | Hamana-ku Hamamatsu |
| Miyaguchi               | 宮口           | 32.3     |                                                         | Hamana-ku Hamamatsu |
| Fruit Park              | フルーツパーク | 36.2     |                                                         | Hamana-ku Hamamatsu |
| Miyakoda                | 都田           | 37.7     |                                                         | Hamana-ku Hamamatsu |
| Hamamatsu Daigaku-mae   | 浜松大学前     | 39.1     |                                                         | Hamana-ku Hamamatsu |
| Kanasashi               | 金指           | 41.9     |                                                         | Hamana-ku Hamamatsu |
| Kigakōkōmae             | 気賀高校前     | 43.5     |                                                         | Hamana-ku Hamamatsu |
| Kiga                    | 気賀           | 44.8     |                                                         | Hamana-ku Hamamatsu |
| Nishi-Kiga              | 西気賀         | 47.7     |                                                         | Hamana-ku Hamamatsu |
| Sunza                   | 寸座           | 49.4     |                                                         | Hamana-ku Hamamatsu |
| Hamanako-Sakume         | 浜名湖佐久米   | 50.7     |                                                         | Hamana-ku Hamamatsu |
| Higashi-Tsuzuki         | 東都筑         | 51.9     |                                                         | Hamana-ku Hamamatsu |
| Tsuzuki                 | 都筑           | 53.3     |                                                         | Hamana-ku Hamamatsu |
| Mikkabi                 | 三ヶ日         | 55.6     |                                                         | Hamana-ku Hamamatsu |
| Okuhamanako             | 奥浜名湖       | 56.8     |                                                         | Hamana-ku Hamamatsu |
| Ona                     | 尾奈           | 58.1     |                                                         | Hamana-ku Hamamatsu |
| Chibata                 | 知波田         | 62.9     |                                                         | Kosai               |
| Ōmori                   | 大森           | 65.0     |                                                         | Kosai               |
| Asumomae                | アスモ前       | 66.7     |                                                         | Kosai               |
| Shinjohara              | 新所原         | 67.7     | JR Central: Linea principale Tōkaidō                    | Kosai               |